# Bloemfontein Celtic FC
Az Bloemfontein Celtic FC egy dél-afrikai labdarúgóklub, melynek székhelye Bloemfonteinben található. A klubot 1969-ben alapították Mangaung United néven és az első osztályban szerepel. 
Hazai mérkőzéseit a Free State Stadionban játssza. A stadion 48 000 fő befogadására alkalmas. A klub hivatalos színei: zöld-fehér.